# 多布森鎮區 (北卡羅萊納州薩里縣)
多布森鎮區（英語：Dobson Township）是位於美國北卡羅萊納州薩里縣的一個鎮區。

## 地方資料
多布森鎮區的面積為179.00平方千米，當中陸地面積為178.96平方千米，而水域面積為0.04平方千米。根據2020年美國人口普查的數據，當地共有人口8367人，而人口密度為每平方千米46.74人。